# Bussy-le-Repos (Marne)
Bussy-le-Repos é uma comuna francesa na região administrativa do Grande Leste, no departamento de Marne. Estende-se por uma área de 22.64 km², e possui 135 habitantes, segundo o censo de 2018, com uma densidade de 6.0 hab/km².